# Luna de Sus
Luna de Sus (węg. Lóna) – wieś w Rumunii, w okręgu Kluż, w gminie Florești. W 2011 roku liczyła 2310 mieszkańców.